# Theridion quadripartitum
Theridion quadripartitum là một loài nhện trong họ Theridiidae.
Loài này thuộc chi Theridion. Theridion quadripartitum được Eugen von Keyserling miêu tả năm 1891.